# 田中智大
田中 智大（たなか ともひろ、1991年1月10日 - ）は、福岡県田川郡川崎町出身の元プロサッカー選手。ポジションは、フォワード。

## 来歴
川崎FCを経て、高校時代はアビスパ福岡U-18でプレー。しかし高校卒業後のトップチーム昇格はかなわず、福岡大学へ進学。3年時、九州大学サッカーリーグで15得点を挙げ得点王に輝いた。2012年1月には、大学の育成支援プログラム制度を利用してスペイン研修に参加し、セグンダ・ディビシオンB（3部）・ウラカン・バレンシアCFでの練習を経験した。
2013年、FC岐阜SECONDへ入団。在籍中はクラブのオフィシャルスポンサーであるケイビーエスオート（Gifu BMW）で働きながらプレーを続けた。同年の東京国体では、岐阜県選抜として出場し、初優勝に貢献した。
東海社会人リーグでチーム得点王になるなど、年間を通しての活躍を認められ、2014年よりトップチームのFC岐阜に昇格。
2015年、当初はFC岐阜に登録されていたが、2月にガイナーレ鳥取へ期限付き移籍。リーグ戦全36試合に出場した。同年シーズン終了後、期限付き移籍期間満了により鳥取を退団、所属元の岐阜も契約満了により退団。
2016年1月27日、ブラウブリッツ秋田に完全移籍することが発表された。2017年には得点ランキング4位となる15得点を挙げ、クラブのJ3優勝に大きく貢献した。
2019年、カターレ富山に期限付き移籍。
2019年12月、移籍期間満了により富山を退団。所属元の秋田からも契約満了が発表された。
2020年6月26日、現役引退が発表された。

## 所属クラブ
- 川崎FC U-12（川崎町立池尻小学校）
- 川崎FC U-15（川崎町立池尻中学校）
- アビスパ福岡U-18（九州産業大学付属九州高等学校）
- 福岡大学
- 2013年  FC岐阜SECOND
- 2014年 - 2015年  FC岐阜
  - 2015年  ガイナーレ鳥取（期限付き移籍）
- 2016年 - 2019年  ブラウブリッツ秋田
  - 2019年  カターレ富山（期限付き移籍）

## 個人成績
| 国内大会個人成績 | 国内大会個人成績 | 国内大会個人成績 | 国内大会個人成績 | 国内大会個人成績 | 国内大会個人成績 | 国内大会個人成績 | 国内大会個人成績 | 国内大会個人成績 | 国内大会個人成績 | 国内大会個人成績 | 国内大会個人成績 |
| 年度             | クラブ           | 背番号           | リーグ           | リーグ戦         | リーグ戦         | リーグ杯         | リーグ杯         | オープン杯       | オープン杯       | 期間通算         | 期間通算         |
| 年度             | クラブ           | 背番号           | リーグ           | 出場             | 得点             | 出場             | 得点             | 出場             | 得点             | 出場             | 得点             |
| 日本             | 日本             | 日本             | 日本             | リーグ戦         | リーグ戦         | リーグ杯         | リーグ杯         | 天皇杯           | 天皇杯           | 期間通算         | 期間通算         |
| ---------------- | ---------------- | ---------------- | ---------------- | ---------------- | ---------------- | ---------------- | ---------------- | ---------------- | ---------------- | ---------------- | ---------------- |
| 2009             | 福岡大           |                  | -                | -                | -                | -                | -                | 0                | 0                | 0                | 0                |
| 2011             | 福岡大           | 8                | -                | -                | -                | -                | -                | 3                | 1                | 3                | 1                |
| 2012             | 福岡大           | 7                | -                | -                | -                | -                | -                | 2                | 0                | 2                | 0                |
| 2013             | 岐阜2            | 11               | 東海1部          | 14               | 10               | -                | -                | 1                | 0                | 15               | 10               |
| 2014             | 岐阜             | 29               | J2               | 9                | 1                | -                | -                | 0                | 0                | 9                | 1                |
| 2015             | 岐阜             | 29               | J2               | 0                | 0                | -                | -                | -                | -                | 0                | 0                |
| 2015             | 鳥取             | 11               | J3               | 36               | 3                | -                | -                | 1                | 0                | 37               | 3                |
| 2016             | 秋田             | 29               | J3               | 22               | 8                | -                | -                | 1                | 0                | 23               | 8                |
| 2017             | 秋田             | 29               | J3               | 31               | 15               | -                | -                | 1                | 1                | 32               | 16               |
| 2018             | 秋田             | 29               | J3               | 18               | 6                | -                | -                | 1                | 0                | 19               | 6                |
| 2019             | 富山             | 29               | J3               | 8                | 4                | -                | -                | 1                | 1                | 9                | 5                |
| 通算             | 日本             | 日本             | J2               | 9                | 1                | -                | -                | 0                | 0                | 9                | 1                |
| 通算             | 日本             | 日本             | J3               | 125              | 36               | -                | -                | 5                | 2                | 130              | 38               |
| 通算             | 日本             | 日本             | 東海1部          | 14               | 10               | -                | -                | 1                | 0                | 15               | 10               |
| 通算             | 日本             | 日本             | 他               | -                | -                | -                | -                | 5                | 1                | 5                | 1                |
| 総通算           | 総通算           | 総通算           | 総通算           | 148              | 47               | -                | -                | 11               | 3                | 159              | 50               |

- Jリーグ初出場 - 2014年3月2日 J2第1節 対カマタマーレ讃岐（岐阜メモリアルセンター長良川競技場）
- Jリーグ初得点 - 2014年5月6日 J2第12節 対ジェフユナイテッド千葉（岐阜メモリアルセンター長良川競技場）

## タイトル

### クラブ
福岡大学
- 九州大学サッカートーナメント大会 (2009年、2010年、2011年、2012年)
- 総理大臣杯全日本大学サッカートーナメント (2009年)
- 九州大学サッカーリーグ1部 (2009年、2011年、2012年)

岐阜県国体選抜
- 国民体育大会サッカー競技 成年男子 (2013年)

ブラウブリッツ秋田
- J3リーグ：1回（2017年）

### 個人
- 九州大学サッカーリーグ1部 得点王 (2011年)
- 九州大学サッカーリーグ1部 優秀選手 (2012年)
- 東海社会人サッカーリーグ1部 ベストイレブン (2013年)